# 마법사에게 소중한 것
《마법사에게 소중한 것》(일본어: 魔法遣いに大切なこと 마호쓰카이니 다이세쓰나 코토[*])은 야마다 노리에의 원작을 바탕으로 한 만화, 애니메이션, 소설 및 영화 작품이다. 이 중 첫 TV 애니메이션 시리즈는 가도카와 다이에이 영화사(角川大映 映畵, 작품 내에서는 마법국으로 되어 있다)의 첫 애니메이션이다.

## 개요
당시 무명이었던 야마다 노리에씨의 원고가 시작이었다. 그것을 눈여겨 본 프로듀서에게 받아들여져, 처음에는 그리고 그 원고를 토대로 실사영화의 각본이 되었는데, 그것을 읽은 어떤 스태프의 "애니메이션으로 만드는게 더 재밌을것 같습니다만?"이란 의견에 의해 만화 연재를 거쳐 TV 애니메이션의 형태로 세상에 나오게 되었다. 이후 2개의 만화 속편 및 TV 애니메이션 등으로 전개되었다.
각 작품은 공통적으로 현대 일본을 그 배경으로 삼고 있다, 다만, 현대의 일본과 다른 것은, 마법의 사용이 가능하며, 이러한 마법이 철저히 통제되어서 사용되고 있다는 점이다. 따라서, 정식 의뢰를 거치지 않은 불법적인 마법 사용은 금지되며, 또한 모든 마법사는 성인이 될 때 연수를 거쳐 정부 기관인 '마법국'에 등록되어야 한다. 일본어에서의 호칭 또한 '魔法遣い'로, 이른바 '직능'의 의미가 담겨 있다. 단, 마법과 그 관련 제도나 연수 과정에 대한 내용은 작품 별로 다소간의 차이가 있다. 예컨대 첫 TV 애니메이션의 연수는 순수히 지도관의 재량에 맡겨진 반면, '여름의 하늘'에서는 단순히 연수라기보다 학교에 가까운 체제로 구성되어 있다. 각 작품의 주인공은 마법사 연수를 받게 되는 (혹은 받기 직전의) 고교생 나이의 소녀와 소년으로, 이들이 마법사이자 한 사람의 인간으로 성장하면서 거치는 이야기를 그려낸 작품이다.
한편 특징적인 것으로 배경이 되는 지역의 관광당국의 협조를 얻어 제작에 이용했다는 점과, 작품마다 따로 감수를 두어 철저히 사투리를 재현한 것을 들 수 있다.

## 등장인물

### 마법사에게 소중한 것
- 이하의 캐릭터 설명은 애니메이션 시리즈의 것을 기본으로 하고 있으며, 만화판과 상이한 점이 있다.

기쿠치 유메(菊池 ユメ)
4월 29일생 / 17세 (고등학교 2학년) / 황소 자리 / O형 / 키 155cm / 몸무게 48kg / 이와테현 도노 시 출신 ／개인 무늬 : 돌고래
주인공. 이와테 현의 도노에서 마법 견습 연수를 받기 위해 상경 했다. 작지만 활발하고 귀여운 여자 아이. 양친 모두 마법사로 (특히 모친은 마법국에서도 모르는 이가 없을 정도의 유명 인물) 강한 잠재능력을 감추고 있으나 자신은 그 사실을 전혀 눈치채지 못하고 있다. 마법사에게 있어 무엇이 가장 소중한 것일까, 유메는 지금까지 생각해본 적이 없지만……
오야마다 마사미(小山田 雅美)
5월 10일생 / 30세 / 황소 자리 / AB형 / 키 178cm / 몸무게 67kg / 프랑스 파리시 출신 / 개인 무늬 : 눈의 결정
제2급 마법노무 면허를 보유한 유능한 마법사로, 유메의 연수 담당지도관. 살사 주점 “PACHANGA”를 경영하고 있다. 냉정침착하고 사람대하기도 좋은 상냥한 어른 남자이지만, 그 뒤에는 어두운 과거를 품고 있다.
케라(ケラ) = 가토 고우(加藤 剛)
3월 3일생 / 25세 / 물고기 자리 / B형 / 키 181cm / 몸무게 72kg / 도쿄 출신 / 개인 무늬 : 펠리컨
별명은 케라. 개골개골(ケラケラ)하고 아주 웃기에 붙은 듯하다. 오야마다가 오너로 일하는 “PACHANGA”의 아르바이트 점원. 말과 행동이 가볍고 하숙생인 유메를 바로 놀려대는 점도 미워할 수 없다. 어린아이를 좋아한다.
미린다(ミリンダ) = 이와시타 미유키(岩下美由紀)
10월 14일생 / 30세 / 천칭 자리 / A형 / 키 160cm / 몸무게 49kg / 도쿄 출신
살사 주점 “PACHANGA”의 DJ. 오야마다와는 고등학교 시절부터의 친구로, 가장 잘 이해해주는 사람이다. 말과 행동의 분위기는 가볍지만, 오야마다나 케라들 주위의 사람들에게 항상 잘 대하고 있어서, 딱 부러지는 어른 여성임이 엿보인다. 낮 사이에는 슈퍼에서 점원으로 일하고 있다.
긴푼(ギンプン)
생년월일, 나이, 별자리, 혈액형, 출신지, 키, 몸무게 등 비공개 / 개인 무늬 : 전무 (미확인)
일본에서 유일한 마도사 행동면허 보유자이자 마법노무총괄국의 설립자이자 국장. 일본뿐만 아니라 세계에서도 다섯손가락에 들어가는 대마법사. 그러나 그 경력 등 모두가 비밀에 싸여있는 인물로 안젤라의 연수담당지도관.
가와하라 다카코(川原多佳子)
오야마다의 옛 연인. 오야마다와 해안 도로에서 드라이브를 하던 중 트럭과의 충돌 사고로 사망하였다. 오야마다는 다카코를 자신의 잘못으로 보냈다는 죄책감을 안고 있다.

#### 애니메이션 오리지널
안젤라 샤론 브룩스(アンジェラ·シャロン·ブルックス)
8월 17일생 / 17세 / 사자 자리 / B형 / 키 160cm / 몸무게 55kg / 영국 바스 출신 / 개인 무늬 : 날개를 가진 켈트십자가
영국 마법국의 마법 유학연수생. 냉정한 정도를 넘어서 언제나 무표정한 소녀. 매우 우수한 마법사이지만 강한 자존심으로 자신의 신념을 결코 꺾지 않는 탓에 항상 말썽을 일으키고 있다.
모리카와 루나(森川瑠菜)
11월 20일생 / 9세 / 전갈 자리 / A형 / 키 125cm / 몸무게 23kg / 이바라키현 출신
“PACHANGA” 근처에 사는 초등학생. 케라와 사이가 좋아, 자주 개점전의 가게안으로 놀러오곤 한다. 에도 시대의 말투로 이야기한다.
엔도 코조(遠藤耕三)
1월 1일생 / 58세 / 산양 자리 / O형 / 키 165cm / 몸무게 65kg / 지바현 출신
마법노무총괄국 도쿄지국 세타가야 출장소의 마법행동과에 소속되어있는 마법사 파견담당관으로 오야마다와 유메의 담당.
후루사키 리키야(古崎力哉)
9월 2일생 / 58세 / 처녀 자리 / A형 / 키 182cm / 몸무게 73kg / 홋카이도 출신
마법노무총괄국 고등참사관. 엘리트 커리어 관료. 내각에서 긴푼의 감시역으로서 파견되어 왔다. 관료다운 딱딱한 성격으로 사고를 연발하는 유메나 안젤라, 나아가 마법을 곱지 않은 시선으로 바라보곤 하지만, 이는 직업 의식의 산물이라 할 수 있다.
젠노스케
유메가 도쿄에서 처음 만난 소년. 본래 축구부에서 활동하였지만 오토바이 사고로 다리를 잃어버렸다.

### 마법사에게 소중한 것: 태양과 바람의 언덕
마쓰오 나미(松尾ナミ)
주인공. 나가사키 생으로 고교 재학 중이다. 마법사인 아버지의 맏딸로 태어나 마법사의 길을 종용받지만, 정작 자신은 마법을 잘 사용하지 못하여 마법에 대해 강한 반감을 가지고 있다. 그러나 전학생 류타로와의 만남과 함께 변화를 맞게 된다.
속편인 '여름의 하늘'에서 이름이 한번 언급되는데, '노력파'라는 평판을 얻고 있음이 나타난다.
도미나가 류타로(富永龍太郎)
요코하마 출신이지만 모친을 교통사고로 잃은 후 나가사키의 할머니에게 의탁한 전학생. 더욱이 모친이 보행자를 치어 사망하게 했다는 것이 죄책감으로 남아 나가사키의 학교에는 잘 나가지 않고 대신 조선소에서 아르바이트를 뛰며 그 돈을 피해자 가족에게 보내는 생활을 하게 되었다. 나미는 처음에 반장으로 류타로를 걱정하기 시작하지만, 이것이 처음에는 류타로의 반감을 사다가 사고의 충격으로 말을 잃은 류타로의 동생 스모모와의 관계를 통해 둘의 사이는 전환을 맞는다. 죽은 이에 대한 고민으로 억눌린 채 살아간다는 점에서 전작의 오야마다 마사미와 유사점이 있다.

### 마법사에게 소중한 것: 여름의 하늘
- 이하의 캐릭터 설명은 TV 애니메이션 시리즈를 기반으로 하며, 만화판과 상이한 점이 있다.

스즈키 소라(鈴木ソラ)
홋카이도 비에이 출신의, 비에이의 자연을 사랑하는 16세 소녀로 부제에 이름을 새긴 주인공. 마법사의 자질은 부친의 유전으로, 매우 큰 마법능력을 갖고 있으나 마법사 특유의 질병으로 인한 시한부 인생을 살고 있다. (부친 또한 이 증세로 사망) 'Trial and Error' (원문 トライ・アンド・エラー)를 입버릇처럼 하고 있는 호기심 강한 면모를 갖고 있다. 다만 만화판의 경우, '호기심이 극히 왕성하지만, 얼마 남지 않은 삶에 미련을 두지 않기 위해 심드렁한 척하는' 성격으로 설정되어 있다.
미도리카와 고타(緑川豪太)
가나가와현 출신의 16세 소년으로 소라와 같은 마법사무소에 연수를 하게 되었다. 부친을 따라 마법사의 자질을 갖게 되었지만 이를 알게 된 지 얼마 되지 않았으며, 자신이 마법을 거의 쓰지 못하는 것과 전직 마법사임이 들통나자 무너진 부친에 대한 실망, 인간관계의 단절 등으로 마법에 반감을 갖게 되었다. 비에이 시골에서 마음껏 놀이삼아 마법을 써온 소라와 반대로, 스스로의 마법 때문에 비뚤어지는 마법사의 전형과도 같이 된 인물. 이런 상태에서 연수를 와, 소라와 만나게 된다.
아사기 호노미(浅葱ほのみ)
소라의 마법 연수 동기인 16세 소녀. 마법 자질과 수완 면에서 극히 우수하며, 스스로도 자부심을 가지고 있다. 딱 부러진 성격이 두드러진 캐릭터.
야마부키 히요리(山吹ひより)
역시 마법 연수 동기인 16세 소녀. 나가사키 출신으로, 마법 실력은 어설프지만 착한 성격이 두드러진 캐릭터.
구로다 고지(黒田浩二)
동기의 16세 소년. 호노미와 비슷하게 우수한 마법 실력을 갖췄지만, 대범하지 못한 성격 탓에 진로를 이탈하는 일이 생긴다.
하라 세이이치로(原誠一郎)
소라의 담당 마법지도원으로 예전에는 뮤지션이었다. 나이에 맞지 않게 덜렁대고 불량기 있는 성격으로 보이지만 자신의 직무, 특히 연수생의 지도에는 온갖 성의를 다하는 인물이다. 만화판에서는 과거의 실패한 연수생의 존재로 인하여 연수생 받기를 기피한다는 설정이 있다.
시라이시 사오리(白石沙織)
고타의 담당 마법지도원으로 하라의 숙모이자 동업자이다. 격식을 중시하는 아주머니로 이 때문에 예의를 덜 차리는 하라와 말씨름을 하기도 한다.
스즈키 세이코(鈴木聖子)
소라의 모친. 외동딸인 소라를 구김살 없이 키운 어머니이지만, 마법사의 숙명으로 인해 남편과 딸을 잃게 되는 박복한 인생이기도 하다.

## 애니메이션

### 1기
미야자키 아오이가 성우로 등장한다는 점 때문에 주목을 끌었으며, 배경이 시모키타자와의 살사 바라는 점도 있어 음악적인 완성도가 뛰어나다는 평가 또한 얻었다.
마법에 관한 장면을 연출하기 위해 사용된 CG는 제작 시기를 고려하면 상당한 수준.
각본은 1기 및 속편 '여름의 하늘'을 통틀어 전편을 원작자 야마다 노리에가 집필하였다.

#### 방영 목록
| 화수 | 제목(풀이/원어)                                           | 방영일자 (일본)* |
| ---- | --------------------------------------------------------- | ---------------- |
| 1화  | 저녁놀과 철골·전편(夕焼けと鉄骨·前篇)                     | 2003년 1월 10일  |
| 2화  | 저녁놀과 철골·후편(夕焼けと鉄骨·後篇)                     | 2003년 1월 17일  |
| 3화  | 최고의 뉴스(最高のニュース)                               | 2003년 1월 23일  |
| 4화  | 여름의 밤과 마법사(夏の夜と魔法遣い)                      | 2003년 1월 31일  |
| 5화  | 에이프론과 샴페인 (エブロとシャンパン)                    | 2003년 2월 7일   |
| 6화  | 마법사가 되고 싶어(魔法遣いになりたい)                    | 2003년 2월 14일  |
| 7화  | 마법사가 되지 못한 마법사(魔法遣いになれなかった魔法遣い) | 2003년 2월 21일  |
| 8화  | 사랑의 바보스런 힘(こいのバカヂカラ)                      | 2003년 2월 28일  |
| 9화  | 유메와 소녀의 여름의 씨앗(ユメと少女の夏の種)             | 2003년 3월 7일   |
| 10화 | 마법의 행방(魔法の行方)                                   | 2003년 3월 14일  |
| 11화 | 꺾이고만 무지개(折れってしまった虹)                       | 2003년 3월 21일  |
| 12화 | 마법사에게 소중한 것(魔法遣いに大切なこと)                | 2003년 3월 28일  |

- 방영일자는 TV 아사히 기준.

#### 스태프
- 원안, 각본(전화) : 야마다 노리에
- 캐릭터 원안 :
- 캐릭터 디자인 : 지바 미치노리
- 총작화감독 : 가와시마 게이코
- 음향감독 : 다나카 히데유키
- 음악 : 하케타 다케후미
- 감독 : 시모다 마사미

#### 성우
(순서는 차례대로 일본 원작과 한국어판 순)
- 기쿠치 유메/메이: 미야자키 아오이 / 김서영
- 오야마다 마사미/마사: 스와베 준이치 / 김장
- 안젤라 샤론 브룩스: 와타나베 아케노 / 오주연
- 긴푼: 쓰지타니 고지 / 오인성
- 가토 고우/케라: 이이다 히로시 / 임채헌
- 이와시타 미유키/미린다: 히라마쓰 아키코 / 이영리
- 모리카와 루나: 이시게 사와 / 김필진
- 엔도 고조: 나카 히로시 / 오인성
- 후루사키 리키야: 기요카와 모토무 / 이상범
- 젠노스케: 우에다 유지
- 모리카와 요코: 네야 미치코
- 가와하라 타카코: 카카즈 유미

#### 주제가
- 여는 곡 :〈바람의 꽃(風の花 하나노 가제[*])〉 (하나*하나)
- 닫는 곡 :〈Under the blue sky〉(The Indigo)

### 여름의 하늘
기존 작품과 달리 여러 마법 연수 동기를 등장시킨 청춘 드라마의 분위기를 낸 것이 특징이라 할 수 있다.
작화 면에서는, 배경에 전면적으로 실사 배경을 채용한 점이 두드러진다. 그밖에 엔딩곡을 부른 micc를 본편 중 가상의 거리 가수 YASUKO로 등장시켜 삽입곡으로 채용하였다.
시기적으로는 TV 애니메이션 쪽이 빠르지만, 시리즈 최초의 실사 영화화와 함께 기획된 작품이다.

#### 방영 목록
| 화수 | 제목(풀이/원어)        | 방영일자 (일본)* |
| ---- | ---------------------- | ---------------- |
| 1화  | 비에이에서 (美瑛より)  | 2008년 7월 2일   |
| 2화  | 도쿄 (東京)            | 7월 9일          |
| 3화  | 소라 (ソラ)            | 7월 16일         |
| 4화  | 고타 (豪太)            | 7월 30일         |
| 5화  | 시모키타자와 (下北沢)  | 8월 6일          |
| 6화  | 친구들 (友達)          | 8월 13일         |
| 7화  | 갈림길 (岐路)          | 8월 20일         |
| 8화  | 마법사 (魔法遣い)      | 8월 27일         |
| 9화  | 첫사랑 (初恋)          | 9월 3일          |
| 10화 | 목숨 (いのち)          | 9월 10일         |
| 11화 | 졸업 (卒業)            | 9월 17일         |
| 12화 | 여름의 하늘 (夏のソラ) | 9월 24일         |

- 방영일자는 TV 아사히 기준.

#### 스태프
- 원작, 각본(전화) : 야마다 노리에
- 캐릭터 디자인 : 요시가키 유스케
- 미술감독 : 이지마 도시하루
- 음향감독 : 나가사키 유키오
- 음악 : 하케다 다케후미
- 감독 : 고바야시 오사무

#### 성우
(순서는 차례대로 일본 원작과 한국어판 순)
- 스즈키 소라 : 하나자와 카나
- 미도리카와 고타 : 마에노 토모아키
- 아사기 호노미 : 이노우에 마리나
- 야마부키 히요리 : 다카하시 미카코
- 구로다 고지 : 나미카와 다이스케
- 가와다 마법사 : 소우미 요코
- 모리시타 마법사 : 오키테 포르셰
- 하라 세이이치로 : 고야마 리키야
- 시라이시 사오리 : 타카노 우라라
- 스즈키 세이코 : 다카모리 요시노
- 사토 미치루 : 오우라 후유카
- 도야마 테쓰야 : 나라 도루

#### 주제가
- 여는 곡 :〈Fly Away〉 (THYME)
- 닫는 곡 :〈말라붙은 꽃 (乾いた花)〉(micc)

## 만화
3개 시리즈에 걸쳐 만화판이 발매되었다. 이 중 1, 3번째 시리즈는 각각 1, 2번째 TV 애니메이션에 대응하지만, 만화판으로서 상이한 부분이 적지 않다. 2번째 만화판은 오리지널작에 해당하며, 무대를 나가사키로 옮겨 타 작품과 달리 마법사 연수에 아직 가지 않은 (그리고 가기 싫어하는) 소녀 마쓰오 나미의 이야기를 그려내었다.

#### 마법사에게 소중한 것
1. 2004년 1월 15일 (ISBN 89-528-6947-8)
2. 2004년 2월 15일 (ISBN 89-528-6946-X)

### 마법사에게 소중한 것: 태양과 바람의 언덕
1. 2005년 3월 4일 (ISBN 89-528-9140-6)
2. 2005년 4월 21일 (ISBN 89-528-9271-2)
3. 2005년 7월 21일 (ISBN 89-528-9722-6)
4. 2006년 2월 4일 (ISBN 89-5963-615-0)
5. 2006년 7월 27일 (ISBN 89-252-0157-7)

### 마법사에게 소중한 것: 여름의 하늘
1. 2008년 6월 26일 (ISBN 978-4-04-715073-7)
2. 2008년 12월 26일 (ISBN 978-4-04-715157-4)

## 소설
일본에서 후지미 쇼보의 '후지미 미스테리 문고'로 출간되었던 작품으로, 만화판와는 달리 유메와 오야마다, 케라를 제외하고 다른 등장인물들의 이야기를 담은 외전 소설이다. 대한민국에는 “NT 노벨” 레이블을 통해 번역·출간되었다.
마법사에게 소중한 것
- 원작: 야마다 노리에
- 지음: 카레노 아키라
- 그림:
- 펴냄: 후지미 쇼보
- 레이블: 후지미 미스테리 문고
  - 한국어판 (대원씨아이 'NT노벨' 레이블, 박계현 옮김)

1. 여름과 하늘과 소녀의 추억 - 2005년 4월 15일 (ISBN 89-528-9337-9)
2. 한겨울의 꿈의 정적에 - 2005년 5월 15일 (ISBN 89-528-9479-0)
3. 꿈 빛깔로 물든 가을 하늘 아래서 - 2005년 6월 15일 (ISBN 8552895967 {{isbn}}의 변수 오류: 유효하지 않은 ISBN.)

마법사에게 소중한 것: 태양과 바람의 언덕
- 지음: 야마다 노리에
- 그림:
- 펴냄: 후지미 쇼보
- 레이블: 후지미 판타지아 문고

1. Saudade - ISBN 4-8291-1733-8C0193
2. Esperanca - ISBN 4-8291-1836-9C0193

## 관련상품

### CD
- 《UNDER THE BLUE SKY》 the Indigo - 2003년 2월 5일
- 《코모리우타》 花*花 - 2003년 2월 13일
- 애니 “마법사에게 소중한 것” OST - 2003년 3월 7일
- 드라마 CD 《Tricolore dream'》 - 2003년 4월 2일
- 《PRESENTS》 - 2003년 7월 2일
- 드라마 CD 《당신과 만나서 다행이야》 - (2003년 9월 26일)

OST에 수룩되어 있던〈이 하늘과 대지가 만나는 장소〉을 새로 녹음하여 수록하였다.

### DVD

#### 1기 TV 애니메이션
- 서장 2002년 12월 28일 - 코믹마켓 63에서 1500장 한정 판매

1. 2003년 3월 7일
2. 2003년 4월 2일
3. 2003년 5월 9일
4. 2003년 6월 6일
5. 2003년 7월 2일
6. 2003년 8월 8일

- 마법사에게 소중한 것 박스세트(일본) - 2006년 2월 24일
- 마법사에게 소중한 것 박스세트(대한민국) - 2005년 7월 22일

### 서적
- 프라이멀(Primal) - 2003년 3월 14일
- Dreamers Book - 2003년 7월 23일

- 화집 よしづきくみち画集 ～Calendar Film～ - 2008년 9월 18일, 후지미 쇼보, ISBN 978-4-8291-7670-2

'마법사에게 소중한 것' 시리즈에 해당하지는 않으나, 수록된 그림 중 대부분이 '마법사에게 소중한 것' 관련이다.

## 실사 영화
2008년 12월 20일, 일본에서는 동명의 제목으로 "시네마 롯폰기", "시네마 신주쿠"에서 전국 공개에 앞서 개봉되었다. 이후 2009년 새해부터 순차적으로 공개되었다. 내용상 2기 TV 애니메이션 및 3번째 만화판 '여름의 하늘'에 해당한다. 홋카이도 출신의 마법을 사용할 수 있는 소녀 '스즈키 소라'를 주인공으로, 그녀가 마법 연수를 위해 상경한 후 일어나는 여러 가지 사건을 그린다. 야마시타 리오가 주연을 맡았다. 각본은 역시 원작자 야마다 노리에이다.
일설에 의하면 당초 주연에 (1기 TV 애니메이션의 주연 성우를 맡은) 미야자키 아오이를 섭외하려다 거절당했다고도 한다.

### 출연진
- 스즈키 소라 : 야마시타 리오
- 미도리카와 고타 : 오카다 마사키
- 하라 세이이치로 : 다나카 데쓰시
- 시라이시 사오리 : 기노 하나
- 아사기 호노미 : 미도리 유리에
- 구로다 고지 : 다이가
- 가와다 : 요 기미코
- 소라의 모친 : 나가사쿠 히로미

### 스태프
- 감독 : 나카하라 슌
- 각본 : 야마다 노리에
- 음악 : 하케타 다케후미
- 배급·선전 : 니카츠
- 홍보 협력 : 라이스 타운 컴퍼니
- 제작 : 디지털 프런티어, 제네온 엔터테인먼트, 티와이오, 포니캐년 엔터프라이즈
- 상영 시간 : 100분

### 주제가
- "사랑하는 사람"/ THYME (제네온 엔터테인먼트, 스마일 컴퍼니)

## 참고
1. ↑  “야마시타 리오, 스타로의 마법을 걸다… 신체조로 자란 163cm의 정통파 미소녀”. 2007년 10월 15일. 2007년 10월 16일에 원본 문서에서 보존된 문서. 2008년 3월 9일에 확인함.